# Sabelliphilus sarsi
Sabelliphilus sarsi is een eenoogkreeftjessoort uit de familie van de Sabelliphilidae. De wetenschappelijke naam van de soort is voor het eerst geldig gepubliceerd in 1870 door Claparède.